# Baptiste Gentili
Pour les articles homonymes, voir Gentili.
Baptiste Gentili est un footballeur français devenu entraîneur, né le 17 septembre 1957 à Ajaccio. Formé à l'AC Ajaccio, il a évolué comme milieu de terrain à Nice puis Cannes, avant de revenir à Ajaccio dans le club du Gazélec Ajaccio. Il y finit sa carrière de joueur comme défenseur.

## Biographie
Il commence sa carrière d'entraîneur à l'AC Ajaccio emmène son club de cœur de la PH Corse jusqu'à la ligue 2. En réussissant une montée de façon annuelle, ce qui est un fait unique dans les annales du football. En désaccord avec son président il quitte le club en 2001.
Il se retrouve en septembre 2001 aux commandes de Martigues (L2) en remplacement de Guy David, convalescent. Déjà relégable à son arrivée, il ne parviendra jamais à redresser le club, et il quitte finalement le club après la relégation en National.
Il rebondit dans l'Oise du côté de Beauvais, proche de la L1 la saison précédente. Positionné dans le trio de tête en championnat lors des premières journées de championnat, l'équipe s'écroule inexplicablement jusqu'à la 18e place, synonyme de relégation. À la tête d'une équipe logiquement favorite à la remontée en deuxième division, l'entraineur corse ne parviendra jamais à redresser le navire, et contre toute attente l'équipe se retrouve relégable après une première partie de saison laborieuse. Face aux résultats plus que décevants, il est remercié en décembre 2003.
Il rebondit quelques semaines plus tard, toujours en National, au Gazélec Ajaccio, et permet à l'équipe de faire une belle saison. Mais la seconde saison est difficile et le club est relégable, il est remercié à nouveau face aux résultats en demi-teinte de son équipe.
En 2007, alors que Xavier Gravelaine est conseiller sportif du  FC Nantes (tout juste relégué en L2), Bati Gentili est recruté en tant qu'entraîneur adjoint de Michel Der Zakarian. Tous deux réussiront à faire remonter le FCNA dans l'élite mais seront remerciés au bout de cinq journées de L1.
En février 2010, Baptiste sera de nouveau appelé par le FC Nantes (qui était entre-temps redescendu en seconde division) pour remplacer Jean-Marc Furlan qui n’arrivait pas à sortir les Jaunes de la zone rouge du classement. Et jusqu’à la fin de la saison 09/10, il arrivera à obtenir les résultats nécessaires pour obtenir le maintien du club nantais qui était à deux doigts de chuter en National (quinzième à deux points du premier relégable). Mais la saison 10/11 sera tout aussi catastrophique car l’équipe aura été rajeunie et même entourée de quelques cadres tels que Bruno Cheyrou et Matheus Vivian les résultats ne suivront pas et Nantes luttera encore une fois tout l’exercice pour éviter la zone de relégation, ce qui vaudra à Gentili de perdre sa place de coach en Mars 2011 au profit de Philippe Anziani.
En janvier 2012, Baptiste sera nommé entraîneur-adjoint de Jean Tigana dans le club chinois de Shanghai Shenhua. Mais en avril, les deux hommes sont débarqués au profit de Nicolas Anelka.

## Carrière d'entraîneur
- 1992 - 2001 :  Entraîneur de l'AC Ajaccio
- 2002 :  Entraîneur du FC Martigues
- 2002 - 2003 :  Entraîneur de l'AS Beauvais
- Mai 2004 - Novembre 2005 :  Entraîneur du Gazélec Ajaccio
- 2007 - 2008 :  Entraîneur Adjoint du FC Nantes
- Février 2010 - Mars 2011 :  Entraîneur du FC Nantes
- 2012 (janv-avril) : Shanghai Shenhua Football Club[1]